# 厄维尔
厄维尔（法語：Euville，法語發音：[øvil]）是法国默兹省的一个市镇，位于该省东南部，属于科梅尔西区。

## 地理
厄维尔（48°44'54"N, 5°37'33"E）面积29.76 平方千米，位于法国大東部大區默兹省，该省份为法国西北部内陆省份，北与比利时接壤，西接马恩省和阿登省，南至上马恩省和孚日省，东临默尔特-摩泽尔省。
与厄维尔接壤的市镇（或旧市镇、城区）包括：布克、科梅尔西、热维尔、拉讷维尔欧吕、索尔西-圣马丹、维尼奥。

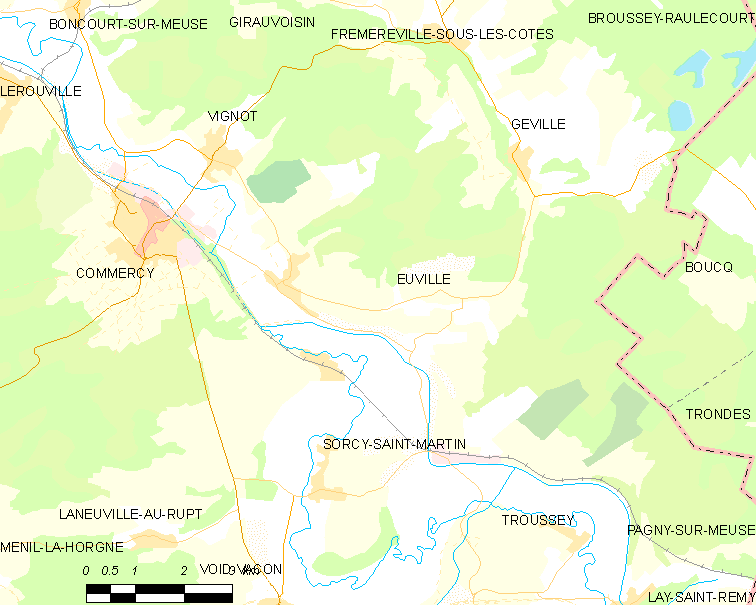
厄维尔的OSM定位图

厄维尔的时区为UTC+01:00、UTC+02:00（夏令时）。

## 行政
厄维尔的邮政编码为55200，INSEE市镇编码为55184。

## 政治
厄维尔所属的省级选区为科梅尔西县。

## 人口

1962-2008年间厄维尔人口变化图示

厄维尔于2022年1月1日时的人口数量为1635人。